# Boughouf
Boughouf (em árabe: بوشقوف) é uma cidade e comuna localizada na província de Guelma, Argélia. Segundo o censo de 2008, a população total da cidade era de 25 443 habitantes.